# Leonid Mietalnikow
Leonid Borisowicz Mietalnikow, ros. Леонид Борисович Метальников (ur. 25 kwietnia 1990 w Ust-Kamienogorsku, Kazachska SRR) – kazachski hokeista, reprezentant Kazachstanu.

## Kariera
- Kazcynk-Torpedo 2 (2006-2011)
- Gorniak Rudnyj (2010-2012)
- Kazcynk-Torpedo (2012-2013)
- Jertys Pawłodar (2013-2014)
- Jużnyj Urał Orsk (2014)
- Kazcynk-Torpedo (2014-2015)
- Barys Astana (2016)
- Nomad Astana (2016)
- Torpedo Ust-Kamienogorsk (2016-2018)
- Saryarka Karaganda (2018-2019)
- Barys Nur-Sułtan (2019-2021)

Wychowanek Torpeda Ust-Kamienogorsk. Od czerwca 2014 zawodnik tego klubu, pod nazwą Kazcynk-Torpedo. Został kapitanem tej drużyny. Od lipca do sierpnia 2015 był testowany bez powodzenia przez Barys Astana. W sierpniu 2015 przedłużył kontrakt z Torpedo o dwa lata. Zwolniony w grudniu 2015. W pierwszej połowie 2016 grał w Barysie i Nomadzie Astana. Od połowy 2016 ponownie zawodnik Torpedo. Od maja 2019 ponownie zawodnik Barysu. W maju 2021 ogłoszono jego odejście z klubu.
Uczestniczył w turniejach mistrzostw świata juniorów do lat 18 w 2007, 2008 (Dywizja I), mistrzostw świata juniorów do lat 20 w 2009 (Elita), 2010 (Dywizja I), hokeja mężczyzn na Zimowej Uniwersjadzie 2013, mistrzostw świata 2015, 2018, 2019 (Dywizja I), 2022 (Elita).

## Sukcesy
Reprezentacyjne
- Srebrny medal zimowej uniwersjady: 2013
- Awans do MŚ Elity: 2015, 2019

Indywidualne
- Mistrzostwa świata do lat 18 w hokeju na lodzie mężczyzn 2008/I Dywizja:
  - Szóste miejsce w klasyfikacji strzelców turnieju: 3 gole[11]
  - Siódme miejsce w klasyfikacji kanadyjskiej turnieju: 6 punktów[12]
    - Drugie miejsce w klasyfikacji kanadyjskiej obrońców turnieju: 6 punktów[13]
- Mistrzostwa Świata w Hokeju na Lodzie 2019/I Dywizja#Grupa A:
  - Skład gwiazd turnieju[14]